# Sanctuaire gallo-romain de Saint-Martin-au-Val
Le sanctuaire gallo-romain de Saint-Martin-au-Val est un complexe cultuel datant du Ier siècle apr. J.-C. situé à Chartres (Eure-et-Loir). Dédié à une divinité non déterminée, ce sanctuaire compte parmi les plus vastes mis au jour dans le monde romain, et en particulier dans l'ancien territoire de la Gaule romaine. Il fait actuellement l'objet de fouilles archéologiques.

## Localisation
Le sanctuaire se trouve à Chartres en Eure-et-Loir, dans l'actuel quartier Saint-Brice, à proximité de l'Eure. Il est situé à 1 kilomètre au sud-est de la vieille ville qui accueillait à l'époque romaine le centre administratif et politique de la ville d'Autricum. Le site tire son nom de sa proximité avec l'église Saint-Martin-au-Val, un édifice religieux du XIe siècle ayant remplacé une église plus ancienne, utilisée à l'époque mérovingienne.

## Architecture
Le sanctuaire s'étend sur plus de 10 hectares et était sans doute accompagné de plusieurs bâtiments, faisant de ce complexe cultuel monumental l'un des plus grands du monde romain,.
Le site est organisé autour d'un temple de plus de 11 mètres de haut. La divinité qui y était vénérée n'est pour le moment pas connue, faute d'éléments permettant de l'identifier. Le sanctuaire, quadriportique, comprend des galeries de circulation longées à l’est par un portique rythmé de plusieurs bâtiments.
Dans la partie Nord, en contrebas du podium d'un autel dédié à Apollon, se trouve un édifice richement décoré. Des traces de fresques ont notamment été mis au jour à la base de ses murs. Celui-ci abrite une fontaine monumentale de 5,5 mètres de côté et profonde de 2,10 mètres, au décor central quadrilobé en marbre blanc de Turquie veiné de rose. Les vestiges d'un plafond à caissons en bois sculpté datant du IIe siècle y ont été mis au jour. Leur analyse montre l'utilisation combinée de sapin, ainsi que de chêne et de tilleul pour les décors, témoignant d'une maîtrise très avancée du travail du bois.
Deux autres bassins situés devant l'aire sacré ont également été mis au jour. Le premier de ces bassins avait probablement une fonction d'apparat quand l'autre semble avoir servi aux ablutions purificatrices avant de pénétrer dans les lieux sacrés dont l’autel d’Apollon,.

## Histoire
Le sanctuaire est probablement érigé dans les années 70, quelques dizaines d'années après les débuts de l'urbanisation de la ville d'Autricum durant la période augustéenne. Celle-ci devient une cité importante durant le Haut-Empire et compte à cette époque plusieurs édifices publics importants comme un amphithéâtre et un forum.
Les analyses des bois des plafonds exhumés en 2018 montrent qu’un incendie a dévasté les bains au IIIe ou au IVe siècle. Les blocs d’architecture du temple ont été récupérés à des fins de réemploi. Un incendie volontaire aurait été allumé sur le site pour dégager ces blocs de la végétation, provoquant l'effondrement des plafonds dans la fontaine et leur préservation du feu.

## Fouilles
Dans les années 1990, la mairie de Chartres envisage d'installer un nouveau quartier sur le site. Un diagnostic archéologique réalisé sur place révèle le haut potentiel du lieu et la présence des vestiges du sanctuaire.
À partir de 2005, des fouilles préventives sont organisées sur le site sous la direction de l'archéologue Bruno Bazin. En 2016, les fouilles mettent au jour la fontaine monumentale de marbre dans l'édifice situé en contrebas de l'autel d'Apollon. En 2017, les archéologues mettent au jour dans ce bassin plus de 1 500 pièces de bois dont des vestiges de plafond en bois sculpté. En 2022, deux nouveaux bassins sont exhumés par les archéologues.